# Loch Lomond
Loch Lomond (škotskogelsko Loch Laomainn - 'Jezero brestov') je sladkovodno škotsko jezero, ki prečka prelom Highland Boundary Fault, ki se pogosto šteje za mejo med nižinami osrednje Škotske in Višavjem. Tradicionalno je del meje med grofijama Stirlingshire in Dunbartonshire, Loch Lomond pa je razdeljen med območji sveta Stirling, Argyll in Bute ter West Dunbartonshire. Njegove južne obale so približno 23 kilometrov severozahodno od središča Glasgowa, največjega škotskega mesta. Loch je del narodnega parka Loch Lomond in Trossachs, ki je bil ustanovljen leta 2002.
Jezero Loch Lomond je dolgo 36,4 kilometra in široko med 1 in 8 kilometrov, s površino 71 km². Je največje jezero v Veliki Britaniji po površini; v Združenem kraljestvu ga prekašata le Lough Neagh in Lough Erne na Severnem Irskem. Na celotnem Britanskem otočju je več večjih jezer v Republiki Irski. Jezero ima največjo globino okoli 190 metrov v globljem severnem delu, čeprav južni del jezera redko presega globino 30 metrov. Celotna prostornina jezera Loch Lomond je 2,6 km³, zaradi česar je drugo največje jezero v Veliki Britaniji po količini vode za jezerom Loch Ness.
Jezero vsebuje veliko otokov, vključno z Inchmurrinom, največjim sladkovodnim otokom na Britanskem otočju. Loch Lomond je priljubljena destinacija za prosti čas in je prikazan v pesmi The Bonnie Banks o' Loch Lomond. Jezero je obdano s hribi, vključno z Ben Lomondom na vzhodni obali, ki je visok 974 metrov in je najjužnejši od škotskih vrhov Munros (vrhovi višji od 914,4 m). Anketa med bralci Radio Timesa leta 2005 je Loch Lomond izglasovala za šesto največje naravno čudo v Britaniji.

## Nastanek
Depresijo, v kateri leži jezero Loch Lomond, so izdolbli ledeniki v zadnji fazi zadnje ledene dobe, med vrnitvijo v ledeniške razmere, znane kot Loch Lomond Readvance, med 20.000 in 10.000 leti. Jezero leži na Highland Boundary Fault, razlika med visokogorsko in nižinsko geologijo pa se kaže v obliki in značaju jezera: na severu so ledeniki izdolbli globok kanal v višavskem skrilavcu in odstranili do 600 m kamnine da bi ustvarili ozko, fjordu podobno jezero. Južneje so se ledeniki lahko razširili po mehkejšem nižinskem peščenjaku, kar je pripeljalo do širšega vodnega telesa, ki je le redko globoko več kot 30 m. V obdobju po Loch Lomond Readvance se je morska gladina dvignila in nekaj obdobij je bilo Loch Lomond povezano z morjem, z obalami, opredeljenimi na 13, 12 in 9 metrih nadmorske višine (sedanje jezero leži na 8 m nadmorske višine).
Spremembo vrste kamnine je mogoče jasno videti na točkah okoli jezera, saj poteka čez otoke Inchmurrin, Creinch, Torrinch in Inchcailloch ter čez greben Conic Hilla. Na jugu ležijo zelena polja in obdelana zemljišča; na severu gore.

## Otoki
Jezero vsebuje trideset ali več otokov, odvisno od nivoja vode. Več jih je velikih po standardih britanskih vodnih teles. Inchmurrin je na primer največji otok v sladkovodnem telesu na Britanskem otočju. Številni otoki so ostanki trših kamnin, ki so kljubovale prehodu ledenikov; vendar se zdi, kot v Loch Tayju, več otokov crannogs, umetni otoki, zgrajeni v prazgodovinskih obdobjih.
Angleški potopisec, H.V. Morton je napisal/a:
Kako velik del lepote jezera Loch Lomond je posledica njegovih otokov, teh čudovitih zelenih prepletenih otokov, ki kot dragulji ležijo na njegovem površju.
Samuel Johnson, ki je pisal 150 let prej kot Morton, je bil manj navdušen nad otoki Loch Lomonda in je zapisal:
A kakor je že, otočki, ki gledalcu dvorijo na daleč, se mu zgražajo že ob njegovem približevanju, ko namesto mehkih trat in senčnih goščav najde nič drugega kot neobdelano razgibanost.— Johnson

## Rastlinstvo in živalstvo
Dresnovka Rumex aquaticus, včasih imenovana tudi dock Loch Lomond, je v Veliki Britaniji edinstven za obale Loch Lomonda, najdemo jo večinoma v okolici Balmahe na vzhodni obali jezera. Tam so jo prvič odkrili leta 1936 (sicer raste proti vzhodu skozi Evropo in Azijo vse do Japonske).
Powan je ena najpogostejših ribjih vrst v jezeru, v katerem je več vrst rib kot v katerem koli drugem jezeru na Škotskem, vključno s piškurji, potočno postrvjo, ostrižem, sladkovodne bentoške ribe, rdečeoko in iverke. Rečni piškur iz Loch Lomonda kaže nenavadno vedenjsko lastnost, ki je ni opaziti drugje v Veliki Britaniji: za razliko od drugih populacij, pri katerih se mladiči izležejo v rekah, preden se preselijo v morje, rečni piškur tukaj ostane v sladki vodi vse življenje, izležejo se v vodi Endrick in selijo v jezero kot odrasli.
Okoliški hribi so dom vrstam, kot so ruševci, divji petelini, planinski orli, kune zlatice, jeleni in planinski zajci. Številne vrste močvirskih ptic in vodnih voluharjev naseljujejo obalo jezera. V zimskih mesecih se veliko število gosi seli v Loch Lomond, vključno z več kot 1 % celotne svetovne populacije grenlandskih beločelih gosi (okoli 200 osebkov) in do 3000 sivih gosi.
Januarja 2023 je RSPB Scotland izpustil družino bobrov v jugovzhodno območje jezera po licenci NatureScot. Družina bobrov, sestavljena iz odraslega para in njihovih petih potomcev, je bila premeščena z mesta v Taysideu, kjer je imela dejavnost bobrov negativen vpliv, ki ga ni bilo mogoče ublažiti.
Eden od otokov v jezeru, Inchconnachan, je dom kolonije valabijev.

## Varstvene oznake
Poleg tega, da je del narodnega parka Loch Lomonda in Trossachs, ima Loch Lomond številne druge zavarovane oznake. 428 ha zemlje na jugovzhodu, vključno s petimi otoki, je označeno kot narodni naravni rezervat: Narodni naravni rezervat Loch Lomond. Sedem otokov in večji del obale tvori posebno ohranitveno območje (SAC), gozd Loch Lomond. Ta oznaka se delno prekriva z narodnim naravnim rezervatom in je zavarovana zaradi prisotnosti gozdov atlantskega hrasta in populacije vidre. Štirje otoki in del obale so označeni kot posebno varstveno območje zaradi njihovega pomena za razmnoževanje divjega petelina in obiskovanje grenlandske beločele gosi: ta oznaka se delno prekriva tako z narodnim naravnim rezervatom kot SAC. Loch Lomond je tudi določeno ramsarsko območje, spet zaradi prisotnosti grenlandske beločele gosi.
Jezero in njegova okolica sta označena kot nacionalno slikovito območje, eno od štiridesetih takih območij na Škotskem, ki so bila opredeljena tako, da prepoznajo območja izjemne pokrajine in zagotovijo njihovo zaščito pred neprimernim razvojem.

## Zgodovina
Ljudje so prvič prispeli na območje Loch Lomonda pred približno 5000 leti, v času neolitika. Pustili so sledi svoje prisotnosti v krajih okoli jezera, vključno z Balmaho, Lussom in Inchlonaigom. Crannogs, umetni otoki, ki so se več kot pet tisočletij uporabljali kot bivališča, so bili zgrajeni na točkah v jezeru. Rimljani so imeli utrdbo v bližini jezera Drumquhassle. Crannog, znan kot 'Kuhinja', ki je ob otoku Clairinsh, je morda pozneje uporabljal kot prostor za pomembne sestanke klana Buchanan, katerega klanski sedež je bil na Clairinshu od leta 1225: ta uporaba bi bila v skladu z drugimi crannogi, kot je kot tisti v Finlagganu na Islayju, ki ga uporablja Clan Donald.
V zgodnjem srednjem veku so vikinški roparji pluli navzgor po Loch Longu, povlekli svoje dolge čolne čez ozko kopno pri Tarbetu in oplenili več otokov v jezeru.
Območje, ki obkroža jezero, je kasneje postalo del province Lennox, ki je pokrivala večji del območja kasnejše grofije Dunbartonshire.
Loch Lomond je postal priljubljena destinacija za popotnike, tako da, ko sta James Boswell in Samuel Johnson obiskala otoke Loch Lomond ob vrnitvi s turneje po Zahodnih otokih leta 1773, je bilo območje že dovolj trdno uveljavljeno kot destinacija za Boswella, da je opazil da bi bilo nepotrebno poskušati opisati.

## Aktivnosti v prostem času

### Čolnarjenje in vodni športi
Loch Lomond je eno najboljših škotskih prizorišč za čolnarjenje in vodne športe, kjer obiskovalci uživajo v dejavnostih, vključno s kajakom, kanujem, deskanjem z veslom, deskanjem na vodi, smučanjem na vodi in deskanjem na vodi. Uprava narodnega parka je poskušala doseči ravnovesje med kopenskimi turisti in uporabniki jezera, pri čemer je za okoljsko občutljiva območja veljala strogo uveljavljena omejitev hitrosti 11 km/h, preostali del jezera pa je odprt za hitrosti do 90 km/h.
Maid of the Loch je bil zadnji parnik, zgrajen v Veliki Britaniji. Zgrajen na reki Clyde leta 1953, je 29 let deloval na jezeru Loch Lomond. Zdaj jo na pomolu Balloch obnavlja Loch Lomond Steamship Company, dobrodelna organizacija, ki jo podpira Svet West Dunbartonshire. Križarjenja potekajo tudi iz Ballocha, Tarbeta, Inversnaida, Lussa in Rowardennana.
Reševalni čoln Loch Lomond nudi 24-urno varnostno zaščito na jezeru. Reševalni čoln je prostovoljna organizacija in registrirana dobrodelna ustanova. Uprava narodnega parka ima tudi druge čolne na jezeru, kot je The Brigadier. Škotska policija deluje tudi na jezeru z uporabo RIB in vodnih skuterjev ter sodeluje z upravo nacionalnega parka.
Jezero je služilo kot prizorišče velikega nacionalnega dogodka plavanja Great Swim, ki poteka vsako leto avgusta.

### Ribolov
Muharjenje in grobi ribolov na Loch Lomondu ureja Združenje za izboljšanje ribolova Loch Lomond (LLAIA), ki izdaja dovoljenja članom in gostujočim ribičem. Združenje zaposluje vodne izvršitelje, ki nadzorujejo dejanja ribičev na jezeru in zagotavljajo, da se ribolov izvaja v skladu s pogoji dovoljenja.

### Kopenske dejavnosti
Golf klub Loch Lomond se nahaja na jugozahodni obali. Gostil je številne mednarodne dogodke, vključno z odprtim prvenstvom Škotske. Še en golf klub, "The Carrick", se je odprl na bregovih jezera Loch poleg kluba Loch Lomond.
West Highland Way poteka vzdolž vzhodnega brega jezera, Inveruglas na zahodnem bregu pa je končna postaja Cowalove poti. Kolesarska pot West Loch Lomond poteka od železniške postaje Arrochar in Tarbet na zgornjem koncu jezera do železniške postaje Balloch na južnem koncu. 28 km dolga kolesarska pot poteka vzdolž zahodnega brega.
Na južnem koncu jezera blizu Ballocha je velik kompleks za obiskovalce in nakupovanje, imenovan Loch Lomond Shores.

### Dostop in kampiranje
Tako kot pri vseh kopnih in celinskih vodah na Škotskem obstaja pravica do odgovornega dostopa do jezera in njegove obale za tiste, ki se želijo udeležiti rekreacijskih aktivnosti, kot so hoja, kampiranje, plavanje in vožnja s kanujem. Leta 2017 je organ narodnega parka uvedel podzakonske predpise, ki omejujejo pravico do kampiranja vzdolž večjega dela obale Loch Lomonda zaradi težav, kot so odpadki in antisocialno vedenje, za kar so bili krivi neodgovorni kampisti. Kampiranje je zdaj omejeno na določena območja, kampisti pa morajo med marcem in oktobrom kupiti dovoljenje za kampiranje znotraj teh območij. Predpisom so nasprotovale skupine, kot sta Mountaineering Scotland in Ramblers Scotland, ki so trdile, da bodo kriminalizirale kampiranje, tudi če se bo izvajalo odgovorno, in da ima organ nacionalnega parka že dovolj pooblastil za obravnavo neodgovornega vedenja z uporabo obstoječih zakonov.

## Hidroelektrarna
Hidroelektrarna Loch Sloy je na zahodnem bregu jezera Loch Lomond. Objekt upravlja Scottish and Southern Energy in je običajno v stanju pripravljenosti, pripravljen za proizvodnjo električne energije za izpolnjevanje nenadnih konic povpraševanja. Je največja konvencionalna hidroelektrarna v Združenem kraljestvu z nameščeno močjo 152,5 MW in lahko doseže polno zmogljivost v 5 minutah od začetka. Hidravlični dvig med jezerom Loch Sloy in izlivom v jezero Loch Lomond pri Inveruglasu je 277 m.

## Razno
- Loch Lomond (kot Loch Ness) se pogosto uporablja kot okrajšava za vse, kar je škotsko, podoba, ki je delno okrepljena z istoimensko pesmijo. Arhetip je muzikal Brigadoon Lernerja in Loeweja. Uvodno besedilo pesmi Almost Like Being in Love je: »Mogoče mi je sonce dalo moč / Ker sem lahko preplaval Loch Lomond in bil doma čez pol ure / Mogoče mi je zrak dal pogon / Ker sem vsa žareča in živa!«[33]
- Omenjeno je v pesmi You're All the World to Me iz glasbenega filma Kraljeva poroka v vrstici: »You're Loch Lomond when autumn is the painter!«[34]
- Vas Luss (Glendarroch) na obali jezera je bila lokacija za televizijsko milo Take the High Road, jezero samo pa je za namen serije dobilo izmišljeno ime Loch Darroch.
- Luss (Lios) in bližnji otoki so bili uporabljeni kot prizorišče prve knjige E. J. Oxenhama, Goblin Island, objavljene leta 1907.[35]
- Loch Lomond je tudi blagovna znamka škotskega viskija, ki ga je pil kapitan Haddock v Hergéjevi seriji stripov The Adventures of Tintin, ki je vidno predstavljen v The Black Island. Neizmišljeni viski z istim imenom proizvajajo v destilarni Loch Lomond.
- Loch Lomond je uvodna skladba na albumu kitarista Steva Hacketta iz leta 2011 Beyond the Shrouded Horizon.[36]
- V epizodi The Three Stooges Pardon My Scotch gospod vpraša »Ali ste gospodične slučajno iz Loch Lomonda?«, nakar Curly odgovori »Ne, mi smo iz lock jaw (tetanus)«.[37]
- Eden od prometnih znakov v kratki pesmi Merrie Melodies »My Bunny Lies over the Sea« kaže na Loch Lomond.
- Spike Milligan je ustvaril epizodo The Goon Showa z naslovom The Treasure of Loch Lomond. Glavni lik, Neddie Seagoon, odkrije, da ima škotsko poreklo, in odpotuje na Škotsko, da bi zahteval bogastvo, ki ga ima njegov stric, ki je na dnu jezera odkril galejo, polno zakladov.[38]
- V filmu Mela Brooksa Spaceballs lik "Snotty" izreče vrstico »Lock one... lock two... lock three... Loch Lomond...« medtem ko zaklene transporterje na President Skroob.
- V okrožju Santa Cruz v Kaliforniji v Združenih državah Amerike leži Loch Lomond, majhno vodno telo, imenovano po Loch Lomondu na Škotskem. V bližini Loch Lomonda v Kaliforniji je Ben Lomond, ki ga je leta 1851 poimenoval Škot John Burns.
- V Kanadi je jezero Loch Lomond ob zalivu Thunder Bay v Ontariu, pa tudi Hamlet, imenovan po jezeru v južni Alberti.
- Loch Lomond se pojavi kot ozadje za zaporedje pesmi v bollywoodskem filmu Kuch Kuch Hota Hai iz leta 1998.[39]
- Melodijo Loch Lomond je mogoče slišati v prvem 1:13 pesmi Castle Leoch iz zvočnega posnetka Outlanderja, 1. sezona, zvezek 1 avtorja Beara McCrearyja.[40]